# 李大恩
李 大恩（または李 帶溵、イ・デウン、韓: 이대은、1989年3月23日 - ）は、大韓民国のソウル特別市出身の元プロ野球選手（投手）。
日本球界での登録名は、カタカナ表記のイ・デウン で日本野球機構に登録された漢字表記は李 帶溵。アルファベットでの表記は、父が好きだからという理由で、「LEE」ではなく「RHEE」。

## 経歴

### プロ入りとカブス傘下時代
高校卒業後に渡米し、2007年8月にシカゴ・カブスと契約。
2008年に右肘のトミー・ジョン手術を受ける。
2014年はAAA級のアイオワ・カブスで9試合に登板し、3勝2敗、防御率3.75。マイナーでの通算成績は135試合で40勝37敗、防御率4.08。メジャー経験はない。

### 千葉ロッテ時代
2014年12月25日に日本プロ野球の千葉ロッテマリーンズと契約した。背番号は38。
2015年はシーズン開幕第3戦の福岡ソフトバンクホークス戦で初登板・初先発を果たし6回1/3を4失点で初勝利を挙げた。その後、6月まで6勝を挙げたが、防御率4.57と安定感に欠けたことに加え、6月3日の阪神タイガース戦では3回で降板したことなどから、6月9日の中日ドラゴンズ戦から中継ぎへ転向した。7月23日に2016年のシーズン終了後に2年間の韓国での兵役に就く予定であることが報道された。
オフの10月10日に第1回WBSCプレミア12の韓国代表選手28名に選出されたことが発表された。11月4日のキューバとの強化試合で、4回から2番手として登板し、4回2/3をパーフェクトに抑え、韓国代表として初勝利を上げる。11月12日のベネズエラ戦で代表初先発。5回6安打2失点と好投し、国際大会初勝利を飾った。準決勝の日本戦でも先発した。最終的に韓国は大会初の優勝を果たした。
2016年は登板数が一軍で3試合に激減。さらに防御率7.20と精彩を欠いてしまったが、二軍ではイースタンリーグ最多勝（10勝）の個人タイトルを受賞した。そして10月4日に兵役のため帰国した ものの、タトゥーのために警察野球団（兵役中のプロ野球選手が所属できる）の入団テストに不合格だった。10月31日に球団から2017年の契約が結ばれないことが発表された。12月2日に自由契約公示された。

### 軍隊時代
千葉ロッテ退団後、タトゥーの除去手術を行い、2016年12月に警察野球団の追加募集に合格し入団。
2017年3月に開催された第4回ワールド・ベースボール・クラシック(WBC)の韓国代表に選出されたが、大会前の練習試合や国際親善試合に登板しただけで、本大会の1次ラウンドでの登板機会はなかった。
2017年は警察野球団が参加している韓国プロ野球のフューチャーズリーグ（二軍のリーグ戦に相当）に出場し、同リーグの北部リーグで最優秀防御率(2.93)の個人タイトルを受賞した。

### KT時代
2018年9月10日、韓国プロ野球新人2次ドラフトにて1巡目でKTウィズより指名され、10月に兵役を終え除隊され、KTと契約金なしで契約した。これは国外のプロ野球経験者が韓国プロ野球の新人ドラフトで指名され契約する場合、契約金を受け取ることができないからである。2019年の年俸は他の新人と同じ2700万ウォンとなる。
2019年、レギュラーシーズン開幕の3月から5月まで先発として起用されたが、6月以降はリリーフとして起用されチーム最多の17セーブを記録した。2020年は故障もあり未勝利に終わった。2021年は故障でシーズン前半は登板できず、後半にリリーフとして起用された。KTは韓国シリーズ初出場で初優勝となったが、登板機会はなかった。12月にはかねてから交際していたラッパーのTruedyと結婚した。
しかし、2022年1月13日に「故障の影響で期待に応えられず、今後もチームの力になることができない」として32歳という若さで現役引退を表明した。

### 引退後
2022年6月、JTBCのスポーツバラエティー番組「最強!野球団」にOBチーム「モンスターズ」の投手としてレギュラー出演。また、それ以外にもテレビ出演を行っている。
2023年8月、男性用化粧品ブランドを立ち上げた。

## 選手としての特徴
スリークォーターから最速155km/hのストレートとフォークボール・カーブ・カットボールを投げる。

## 詳細情報

### 年度別投手成績
| 年 度    | 球 団       | 登 板 | 先 発 | 完 投 | 完 封 | 無 四 球 | 勝 利 | 敗 戦 | セ 丨 ブ | ホ 丨 ル ド | 勝 率 | 打 者 | 投 球 回 | 被 安 打 | 被 本 塁 打 | 与 四 球 | 敬 遠 | 与 死 球 | 奪 三 振 | 暴 投 | ボ 丨 ク | 失 点 | 自 責 点 | 防 御 率 | W H I P |
| -------- | ----------- | ----- | ----- | ----- | ----- | -------- | ----- | ----- | -------- | ----------- | ----- | ----- | -------- | -------- | ----------- | -------- | ----- | -------- | -------- | ----- | -------- | ----- | -------- | -------- | ------- |
| 2015     | ロッテ(NPB) | 37    | 17    | 0     | 0     | 0        | 9     | 9     | 0        | 4           | .500  | 536   | 119.2    | 121      | 11          | 63       | 2     | 3        | 106      | 8     | 1        | 63    | 51       | 3.84     | 1.54    |
| 2016     | ロッテ(NPB) | 3     | 1     | 0     | 0     | 0        | 0     | 0     | 0        | 1           | .000  | 25    | 5        | 6        | 1           | 4        | 0     | 1        | 2        | 0     | 0        | 5     | 4        | 7.20     | 2.00    |
| 2019     | KT          | 44    | 8     | 0     | 0     | 0        | 4     | 2     | 17       | 0           | .667  | 391   | 86       | 89       | 10          | 39       | 1     | 6        | 59       | 5     | 0        | 48    | 39       | 4.08     | 1.49    |
| 2020     | KT          | 20    | 4     | 0     | 0     | 0        | 0     | 4     | 1        | 0           | .000  | 142   | 29.1     | 36       | 4           | 13       | 3     | 5        | 15       | 8     | 0        | 23    | 19       | 5.83     | 1.67    |
| 2021     | KT          | 31    | 0     | 0     | 0     | 0        | 3     | 1     | 1        | 9           | .600  | 128   | 31       | 27       | 4           | 11       | 0     | 1        | 22       | 0     | 0        | 15    | 12       | 3.48     | 1.23    |
| NPB：2年 | NPB：2年    | 40    | 18    | 0     | 0     | 0        | 9     | 9     | 0        | 5           | .500  | 561   | 124.2    | 127      | 12          | 67       | 2     | 4        | 108      | 8     | 1        | 68    | 55       | 3.97     | 1.56    |
| KBO：3年 | KBO：3年    | 95    | 12    | 0     | 0     | 0        | 7     | 8     | 19       | 9           | .467  | 661   | 146.1    | 152      | 18          | 63       | 4     | 12       | 96       | 13    | 0        | 86    | 70       | 4.31     | 1.47    |

- 2021年度シーズン終了時
- 各年度の太字はリーグ最高

### 記録
- 初登板・初先発・初勝利：2015年3月29日、対福岡ソフトバンクホークス3回戦（福岡 ヤフオク!ドーム）、6回1/3を4失点9奪三振
- 初奪三振：同上、1回裏に本多雄一から空振り三振
- 初ホールド：2015年7月2日、対東北楽天ゴールデンイーグルス12回戦（QVCマリンフィールド）、6回裏2死に2番手で救援登板、2/3回を無失点

### 背番号
- 38 （2015年 - 2017年）
- 39 （2018年）
- 11 （2019年 - 2021年）

### 代表歴
- 2015 WBSCプレミア12 韓国代表
- 2017 ワールド・ベースボール・クラシック韓国代表